# Slag (krig)
 For alternative betydninger, se Slag. (Se også artikler, som begynder med Slag)
Et slag er i militær sammenhæng en træfning mellem to fjendtlige styrker, som regel i stor skala med mange soldater involveret. Hensigten med et slag er som oftest at finde ud af, hvis hær er stærkest, idet vinderen af slaget ofte vil være tættere på at vinde den samlede krig. Slaget kan også udkæmpes med henblik på erobring af et eftertragtet område, der ofte vil være af taktisk og/eller strategisk betydning. Man skelner mellem søslag, der foregår til søs, traditionelle slag, der foregår på landjorden, samt i nyere tid luftslag, der overvejende udkæmpes i luften.
En række slag har haft afgørende betydning for historiens udvikling. Således betød slaget ved Hastings begyndelsen på normannernes herredømme i England, og slaget ved Stalingrad betragtes normalt som vendepunktet på Østfronten under anden verdenskrig.
Betegnelsen bliver også brugt om civile kampe, fx Slaget på Fælleden.
| Militær | Spire Denne artikel om militær er en spire som bør udbygges. Du er velkommen til at hjælpe Wikipedia ved at udvide den. |